# Mushikaburi-hime
Mushikaburi-hime (虫かぶり姫?), también conocida como Bibliophile Princess en inglés, es una serie de novelas ligeras japonesas escritas por Yui e ilustradas por Satsuki Shiina. Se serializó en línea entre septiembre de 2015 y enero de 2022 en el sitio web de publicación de novelas generado por el usuario Shōsetsuka ni Narō. Más tarde fue adquirida por Ichijinsha, quien ha lanzado seis volúmenes desde julio de 2016 bajo su sello Iris NEO.
Una adaptación de manga con arte de Yui Kikuta se ha serializado a través de la revista de manga josei de Ichijinsha Monthly Comic Zero Sum desde agosto de 2018. Se ha recopilado en seis volúmenes de tankōbon. Las novelas ligeras y el manga tienen licencia en Norteamérica de J-Novel Club. Una adaptación de la serie de televisión de anime de Madhouse se estrenará en octubre de 2022.

## Personajes
Elianna Bernstein (エリアーナ・ベルンシュタイン Eriāna Berunshutain?)
 Seiyū: Reina Ueda
Ella es conocida como la "Bibliophile Princess", pertenece a la nobleza menor, a una familia conocida por ser bibliófilas. Ella se convierte en la prometida del heredero al trono, pero solo por la ventaja adicional de obtener acceso a su biblioteca. El alias de la familia de Elianna es "cerebros de Sauslind". Durante mucho tiempo, los miembros de la familia Bernstein han sido considerados tesoros nacionales debido a su capacidad para leer y recordar grandes cantidades de información en beneficio del reino, pero al mismo tiempo, los Bernstein siempre han insistido en permanecer políticamente neutrales, por lo que cuando el joven Christopher reveló su deseo de casarse con ella, el abuelo de Elianna rechazó la propuesta de Christopher y la joven Elianna fue confinada a la finca de Bernstein.
Christopher Selkirk Ashelard (クリストファー・セルカーク・アッシェラルド Kurisutofā Serukāku Assherarudo?)
 Seiyū: Ryōhei Kimura
El es el heredero al trono del Reino de Sauslind.
Alexei Strasser (アレクセイ・シュトラッサー Arekusei Shutorassā?)
 Seiyū: Koki Uchiyama
Parece ser un consejero administrativo del heredero. Siempre usa a Elianna como su chica de los recados. Él es frío, el Señor del Hielo de Lord Theodore, y el Demonio de Hielo de Lord Glen.
Gren Eisenach (グレン・アイゼナッハ Guren Aizenahha?)
 Seiyū: Yuma Uchida
Theodore Warren Ashelard (テオドール・ウォーレン・アッシェラルド Teodōru Wōren Assherarudo?)
 Seiyū: Wataru Hatano
Alan Ferrera (アラン・フェレーラ Aran Ferēra?)
 Seiyū: Gen Satō
Irvine Olanza (アーヴィン・オランザ Āvuin Oranza?)
 Seiyū: Yōhei Azakami
Alfred Bernstein (アルフレッド・ベルンシュタイン Arufureddo Berunshutain?)
 Seiyū: Nobunaga Shimazaki
Jean (ジャン Jan?)
 Seiyū: Taku Yashiro
Eileen (アイリーン Airīn?)
 Seiyū: Ayaka Nanase

## Contenido de la obra

### Novelas ligeras
Fue escrita por Yui e ilustrada por Satsuki Shiina, la serie comenzó a serializarse en línea en el sitio web Shōsetsuka ni Narō el 13 de septiembre de 2015 y finalizó el 23 de enero de 2022. Ichijinsha adquirió la serie y publicó el primer volumen impreso bajo su Iris. sello NEO el 1 de julio de 2016. A febrero de 2022, se han lanzado seis volúmenes. La serie tiene licencia en Norteamérica por J-Novel Club.

### Manga
La adaptación de manga con arte de Yui Kikuta comenzó a serializarse en la revista Monthly Comic Zero Sum de Ichijinsha el 28 de agosto de 2018. El primer volumen de tankōbon se lanzó el 25 de abril de 2019. Hasta febrero de 2022, se han lanzado seis volúmenes. J-Novel Club también está publicando el manga en Norteamérica.
| N.º | Fecha de lanzamiento    | ISBN original           |
| --- | ----------------------- | ----------------------- |
| 1   | 25 de abril de 2019     | ISBN 978-4-7580-3432-6  |
| 2   | 19 de octubre de 2019   | ISBN 978-4-7580-3466-1  |
| 3   | 25 de abril de 2020     | ISBN 978-4-7580-3504-0  |
| 4   | 30 de noviembre de 2020 | ISBN 978-4-7580-3564-40 |
| 5   | 31 de mayo de 2021      | ISBN 978-4-7580-3611-5  |
| 6   | 28 de febrero de 2022   | ISBN 978-4-7580-3718-1  |

### Anime
El 28 de enero de 2022 se anunció una adaptación de la serie de televisión de anime producida por Madhouse. La serie está dirigida por Tarou Iwasaki, con guiones escritos por Mitsutaka Hirota, diseños de personajes de Mizuka Takahashi y música compuesta por Yūko Fukushima y Tomotaka Ōsumi. Se estrenó el 6 de octubre de 2022 en AT-X, Tokyo MX, Kansai TV, BS NTV. El tema de apertura es "Prologue" de Yuka Iguchi, mientras que el tema de cierre es "Kawabyōshi" (革表紙, "Leather Binding") de Kashitarō Itō. Sentai Filmworks obtuvo la licencia de la serie fuera de Asia, y lo transmitió en HIDIVE.